# Cat-Takelung

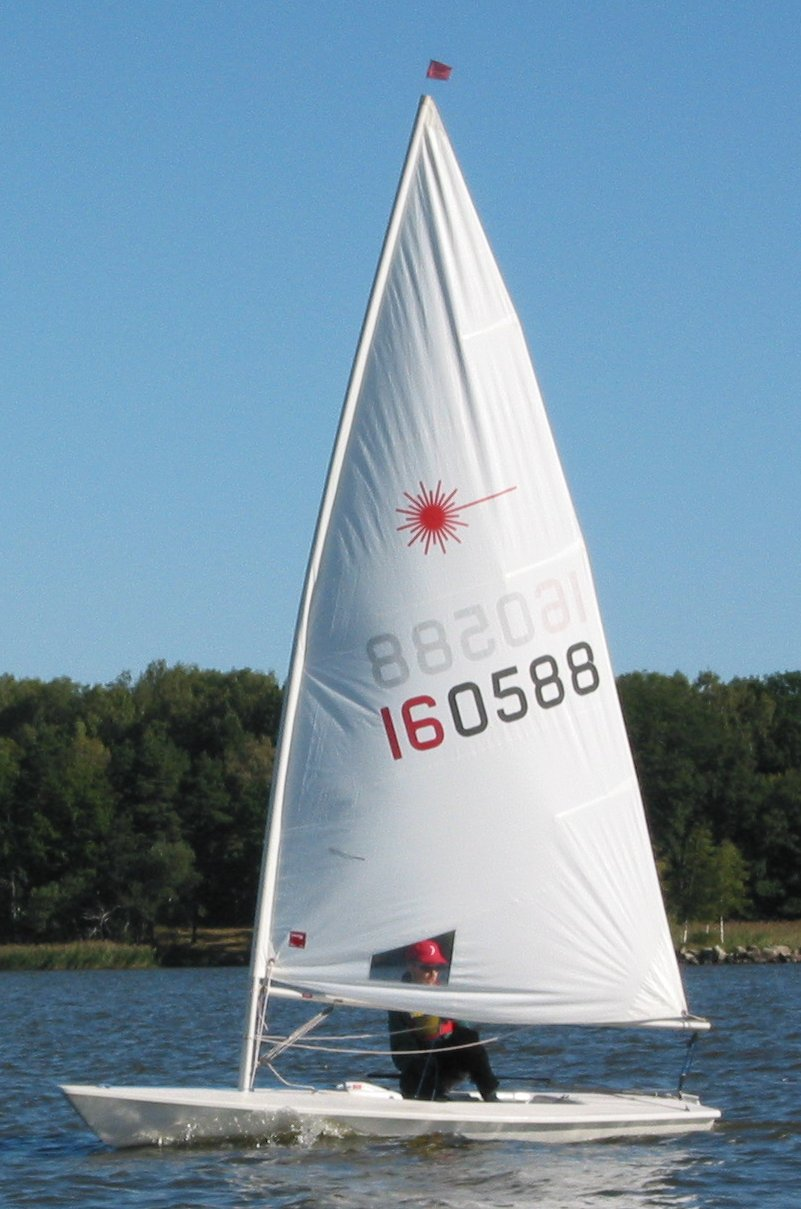
Cat-Takelung beim Laser

Cat-Rigg oder Cat-Takelung bezeichnet eine Takelungsart bei Segelschiffen und Segelbooten, die sich durch das Fehlen von Vorsegeln auszeichnet.
Segelboote mit einer Cat-Takelung führen keine Stagsegel. Sie können ein- oder mehrmastig sein (Cat-Yawl, Cat-Ketsch und Cat-Schoner), ihre Hauptsegel sind unterschiedliche Formen von Schratsegeln.

## Verschiedene Segelbootstypen mit Cat-Takelung
- Cat-Boot: Catboote haben einen weit vorne stehenden Mast, an dem das Großsegel geführt wird. Das klassische aus Amerika stammende Catboot ist charakterisiert durch eine sehr große Breite von fast 50 % der Bootslänge, einen flachen Kajütaufbau sowie ein großes Ruderblatt (Barndoor Rudder= Scheunentorruder) am Heck. In Europa ist der Typ Seezunge verbreitet, sowie verschiedene Einmann-Jollen; typische Vertreter sind die olympische Bootsklassen  ILCA 4, 6 und 7 (früher: Laser) und Monarch.
- Cat-Ketsch: Zweimastiges Segelboot, wobei der Besanmast oft nur wenig kleiner ist als der Großmast. Cat-Ketschen sind in Nordamerika verbreitet, beispielsweise als Sharpie.[1]
- Cat-Schoner: Schoner mit Cat-Takelung, also ein Zweimaster ohne Vorsegel.[1]
- Cat-Yawl: Yawl mit Cat-Takelung.[1]

Nicht zu verwechseln ist die Takelungsart mit dem auch Kat abgekürzten Katamaran.